# Lager Friesack
Lager Friesack war ein Kriegsgefangenenlager des Zweiten Weltkriegs, in dem sich eine Gruppe von Iren der britischen Armee freiwillig zur Rekrutierung und Auswahl durch die Abwehr II und die deutsche Armee meldete. Das als Stalag XX-A (301) bezeichnete Lager  befand sich in der Region Friesack in Brandenburg. Die Ausbildung und Auswahl durch Abwehr II und Wehrmacht erfolgte in der Zeit von 1940 bis 1943.
Das Lager wurde schließlich aufgelöst und seine Teilnehmer wurden an die Ostfront geschickt oder nach 1943 in Konzentrationslagern interniert.